# Visnea mocanera
O mocano (Visnea mocanera) é uma planta do género Visnea, da família Pentaphylacaceae, espécie endémica da ilha da Madeira e Canárias com a denominação Visnea mocanera Dryand. ex Aiton.
Apresenta-se como uma árvore de até 8 metros de altura com ramos curtos. Folhas são alternas, elípticas a lanceoladas, de 4 a 6 centímetros de comprimento, inteiras a incipientemente dentadas.
Apresenta flores esbranquiçadas com aproximadamente 1 centímetro de diâmetro, em inflorescências curtamente pedunculadas.
O fruto é uma cápsula de cor vermelho-anegrado quando maduro.
Trata-se de uma espécie endémica da ilha da Madeira e ilhas Canárias, bastante rara, que ocorre na floresta da Laurissilva do Barbusano.
Apresenta floração de Dezembro a Março.
Ao longo dos tempos a madeira desta planta, bastante pesada e de cor avermelhado, foi utilizada em embutidos. Actualmente trata-se de uma espécie muito rara cuja exploração é impossível.